# Lukas Plaut

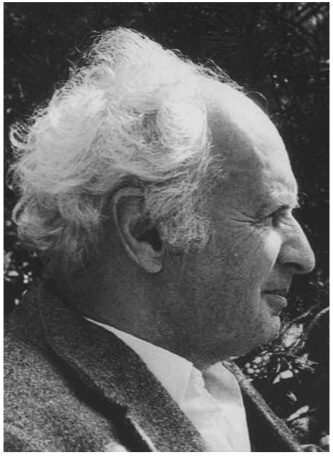
Lukas Plaut, ca. 1978

Lukas Plaut (Kumamoto (Japan), 5 juni 1910 – Haren, 4 oktober 1984) was astronoom en hoogleraar aan de Rijksuniversiteit Groningen. Hij deed fundamenteel onderzoek aan variabele sterren en droeg wezenlijk bij aan beter begrip van de structuur van het Melkwegstelsel.

## Jeugd en studie
Lukas Plaut werd geboren te Kumamoto, Japan, 5 juni 1910, samen met tweelingbroer Ulrich, zoon van Josef Plaut, privé-docent Duits en handelaar in oosterse kunst, en Katherina Lewy. De kinderen werden niet in de joodse traditie opgevoed. Na zijn schooljaren in Japan werd hij met zijn broer naar een internaat in het zuid-Duitse Rosenheim gestuurd. Na het gymnasium eindexamen schreef hij zich in aan de Friedrich-Wilhelms Universiteit (thans Humboldt Universiteit) in Berlijn voor een studie wis- en natuurkunde. Na zijn kandidaatsexamen kreeg hij een plek aan de Sterrenwacht te Potsdam-Babelsberg. Daar deed hij een eerste onderzoek aan variabele sterren.
Vanwege anti-joodse wetgeving in Duitsland zag Plaut (afzweren van het jood zijn hielp niet) zich in 1933 genoodzaakt dat land te verlaten en hij week uit naar Nederland. Met verdergaande steun van zijn ouders studeerde hij aan de Universiteit te Leiden, leerde snel en goed Nederlands, deed opnieuw kandidaatsexamen en in 1938 het doctoraal. Onder leiding van de directeur van de Leidse Sterrewacht, prof. Hertzsprung, wijdde hij zich aan onderzoek van dubbelsterren met een variabele component. Hij promoveerde in 1939 op Photographische photometrie der veranderlijke sterren CV Carinae en WW Draconis. Van de ster WW Draconis kon hij in 1940 de banen in het systeem afleiden. Dit soort werk werd onderbroken door de Tweede Wereldoorlog.

## Anti-joodse wetgeving en de oorlogsjaren
Na zijn gedwongen vertrek 1933 uit Duitsland stuitte hij ook in Nederland op problemen van regels en wetten. Plaut wilde in 1937 met Stien Witte, dochter van de streng christelijke Gerhard Witte en Apolonia den Hartog trouwen. (Stien Witte was na een opleiding Kinderopvang en Opvoeding verpleegster in Leiden geworden, werkte daarna in Amsterdam. Ze werd ook lid van de socialistische jeugdbeweging AJC.) Leiden weigerde het huwelijk te voltrekken. Nederland en Duitsland hadden bij verdrag in 1902 besloten elkaars huwelijkswetgeving te respecteren en Plaut kon als Duitse jood niet het voor trouwen vereiste Ehefähigkeitszeugnis (verklaring van huwelijksbevoegdheid) krijgen. Plaut en Witte schakelden een advocaat in en de Nederlandse minister van Justitie verklaarde toen, dat een dergelijk document niet absoluut noodzakelijk was. Met een gunstige aanbevelingsbrief van prof. J.H. Oort in Leiden kon er alsnog getrouwd worden, maar 'doe het zo snel en geruisloos mogelijk'. Door Stien haar huwelijk met een joodse Duitser was ze voor de Nederlandse wet Duitse geworden terwijl ze voor de Duitse wet een onrechtmatige handeling had verricht. Ze was nu 'stateloos'.
Nadat Nederland door de Duitsers bezet was moesten de gemeenten aan de Nederlandse kust alle joodse inwoners wegsturen. In de lijst verboden gemeentes kwam Groningen niet voor zodat Plaut en gezin hals over kop naar Groningen verhuisden, naar het Sterrenkundig Laboratorium Kapteyn (thans Kapteyn Instituut) bij prof. P.J. van Rhijn. Een poging van daaruit naar de Verenigde Staten naar broer Ulrich te emigreren mislukte. Juni 1941 kon hij deelnemen aan de eerste Nederlandse Astronomen Conferentie te Doorn, die plaats vond met toestemming van de procureur-generaal 'mits er geen onderwerpen van politieke aard ter sprake worden gebracht'. December 1941 moesten alle niet-Nederlandse joden zich voor 'vrijwillige emigratie' naar het Oosten melden. Voor gemengd-gehuwden werd een uitzondering gemaakt (zie Sperr-stempel). Maar op het Kapteyn Laboratorium mocht hij zich volgens verordeningen niet meer vertonen. Het gezin raakte nu in een isolement. Voorjaar 1944 moesten deze joodse mannen naar werkkampen. Plaut kwam in Havelte terecht waar een vliegveld werd aangelegd. September 1944, na dolle dinsdag, werd het kamp in Havelte verlaten. Plaut dook nu in Groningen onder bij prof. Van der Corput. Maar begin 1945 werd Plaut met andere onderduikers gearresteerd, opgesloten en gemarteld. Met zijn dekmantel als landbouwingenieur uit Wageningen was hij schijnbaar een 'gewone' werkweigeraar. Hij werd naar het werkkamp Fürstenau afgevoerd waar hij de oorlog overleefde. Begin mei 1945 werd hij bevrijd door de geallieerden en kwam te voet, verzwakt en psychisch geknakt, in Groningen aan.
In 1946 wilde Plaut Nederlander te worden. De instanties hielden dit soort verzoeken af. 1950 werd op aanraden van prof. P.J. van Rhijn een nieuwe aanloop genomen die in 1952 tot het gewenste resultaat leidde.

## Wetenschappelijk werk

### Galactische Structuur

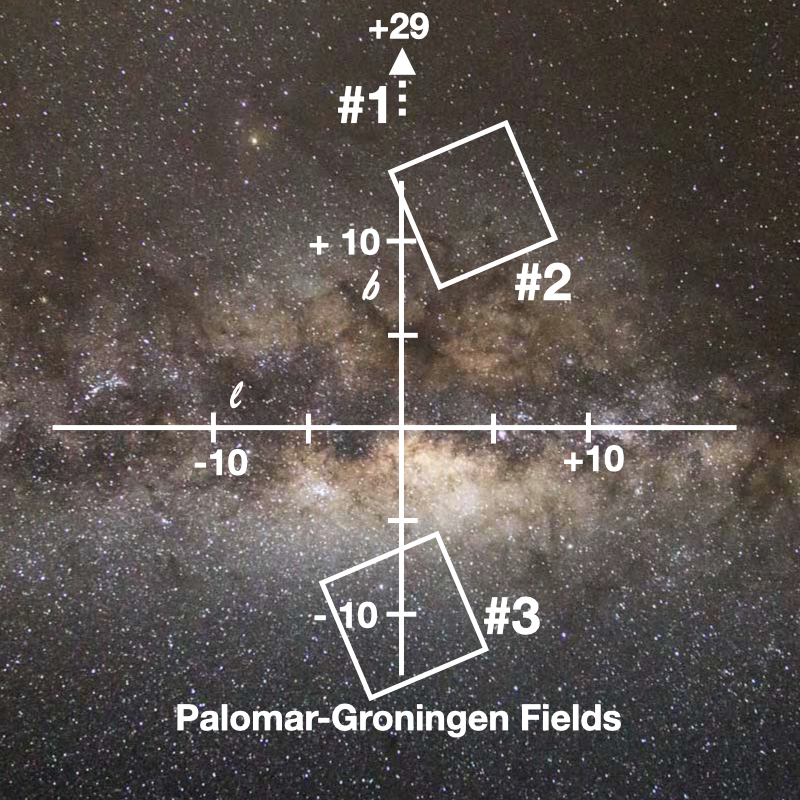
Plaats der PGVSS velden, schematisch

Vanaf 1946 werkte hij als assistent aan het Sterrenkundig Laboratorium Kapteyn in Groningen. In twee publicaties behandelde hij uitgebreid 117 bedekkingsveranderlijken.
In 1953 ontstond het plan, voorgesteld door de op dit gebied ervarene Walter Baade, om de ruimtelijke verdeling van de RR Lyrae variabele sterren in het Melkwegstelsel diepgaand te onderzoeken. Deze sterren hebben een welbekende absolute lichtsterkte zodat uit de waargenomen (schijnbare) helderheid hun afstand afgeleid kan worden. Omdat het RR Lyr-fenomeen in het eindstadium van relatief oude sterren optreedt, was de verwachting dat deze sterren verdeeld zijn in de sferoïde met oude sterren om het centrum van de Melkweg (galactisch centrum). Het middelpunt van deze verdeling zou tevens het middelpunt van de Melkweg moeten zijn, zodat de afstand tussen het zonnestelsel en het Melkwegcentrum kan worden berekend. Het project werd tussen 1953 en 1959 gedefinieerd. De 48-inch Schmidt-telescoop van het Mt Wilson en Palomar-observatorium zou voor de opnames gebruikt worden, dezelfde als voor de Palomar Observatory Sky Survey. Vanwege deze samenwerking kreeg het project de naam Palomar-Groningen Variable-Star Survey (PGVSS). De eerste opnames werden door Plaut in 1956 gemaakt.
In de vele fotografische opnames (glasplaten van ongeveer 35×35 cm) voor elk der aan de hemel geselecteerde velden moesten de variabele sterren opgespoord en gemeten worden. Klassiek zou dit met een blinkcomparator worden gedaan. Door de opkomst van de elektronica kon Jan Borgman in 1955 een elektronische versie van de comparator ontwikkelen. Het project werd met deze techniek sterk versneld maar zou desondanks tot in de zeventiger jaren duren.
De vele glasplaten werden tussen 1956 en 1959 belicht en Plaut publiceerde veelvuldig over de ontdekking van variabele en anderszins bijzondere sterren. In 1966 kwam hij met een analyse van veld 1. Hij toonde aan dat in de richting iets boven het centrum van de Melkweg de ruimtelijke dichtheid van de RR Lyr sterren met grote afstand exponentieel afneemt. In 1968 volgde veld 2, waarin hij vond dat de ruimtelijke dichtheid van de RR Lyr sterren eerst toeneemt en dan met grotere afstand afneemt. In 1971 veld 3. In 1973 publiceerde hij een heranalyse van gegevens in Baades veld met blikrichting vlak langs het centrum van de Melkweg en Plaut concludeerde dat de hoogste dichtheid van de RR Lyr sterren op 8,3 kpc optreedt. Impliciet vond hij zo de afstand to het centrum van de Melkweg.
Een analyse van de consequenties van Plauts bevindingen voor de dynamica van de Melkweg volgde in 1975 samen met Jan Hendrik Oort uit Leiden, expert in onderzoek naar de structuur der Melkweg. Zij leidden een afstand van 8,7 kpc tot het Melkweg-centrum af en als rotatiesnelheid van de Zon om het centrum 220 km/s. Deze waarden van de Oortconstanten waren lager dan de door de IAU in 1964 aanbevolen standaardwaarden. Oort en Plaut meenden dat de IAU die standaardwaarden toch moest handhaven. Echter, de rotatieconstanten van de Melkweg werden 1985 op basis van metingen met geheel onafhankelijke methoden, aangepast tot 8,5 kpc en 220 km/s, ongeveer de door Oort en Plaut afgeleide waarden.

### Sterren en boeken
Ondertussen was Plaut, in 1964, tot bijzonder hoogleraar in de sterrenkunde aan de Universiteit van Groningen benoemd. Hij schreef een belangrijke bijdrage voor het compendium Stars and Stellar Systems. Hij wist dat amateurastronomen, die met hun privételescopen van een ster vaak de helderheid kunnen bepalen, een grote bijdrage aan het onderzoek van variabele sterren leveren. Plaut engageerde zich bij de Nederlandse Vereniging voor Weer- en Sterrenkunde (thans Koninklijke NVWS) en werd voorzitter van de Werkgroep veranderlijke sterren. In 1974 was hij mede-organisator van het IAU Symposium Variabele Stars and Stellar Evolution in Moskou, tevens redacteur van de Proceedings en hij vertaalde met een collega het bekende Duitse sterrenkundige leerboek van H.H. Voigt naar het Engels.
Vanaf 1962 publiceerde Plaut over verschillende soorten variabele sterren, veelal als rapporten van het Kapteyn Laboratorium samen met de NVWS. Hij vond daarbij vanaf 1969 een goede medewerker in de amateurastronoom H. Feijth. Plaut hield dit vol nog tot in 1981.
Plaut ging officieel met pensioen in 1975. Ook daarna kwam hij nog bijna elke dag naar het Kapteyn Laboratorium, zoals steeds op de fiets. In 1982 werd hij ziek en hij stierf 1984.
Planetoïde (1986) Plaut is naar hem vernoemd.